# 게임앤사운드
게임앤사운드(GameNSound)는 게임 사운드 디자인 전문 스튜디오로, 2003년에 설립되었다. 2003년 조이온의 거상을 시작으로 리니지2, 한게임 등 200여편의 온라임게임 음악 및 사운드를 제작해 왔다.